# Själviskhetens dygd
Själviskhetens dygd är en bok av Ayn Rand från 1964. Boken består av essäer av Ayn Rand och Nathaniel Branden på temat rationell egoism.
Den svenska utgåvan av Ayn Rands The Virtue of Selfishness hann bara spridas i ett fåtal ex innan den stoppades av rättighetsskäl.
Den finns dock tillgänglig på vissa bibliotek för de som är intresserade av att läsa den på svenska.
Boken finns givetvis även på engelska.

## Innehåll
Svensk översättning av Per-Olof Samuelsson. Essäer författade av Rand om inte annat anges:
- Inledning
- Objektivismens etik
- Mental hälsa versus mysticism och självuppoffring (av Nathaniel Branden)
- Etik i nödsituationer
- Människans intresse-"konflikter"
- Är vi inte alla själviska? (Branden)
- Lustens psykologi (Branden)
- Fordrar inte livet kompromisser?
- Hur lever man ett rationellt liv i ett irrationellt samhälle?
- Gråkulturen i moralen
- Kollektiviserad etik
- Monumentbyggarna
- Människans rättigheter
- Kollektiviserade "rättigheter"
- Statens natur
- Statens finansiering i ett fritt samhälle
- Gudomlig rätt att stagnera (Branden)
- Rasism
- Falsk individualism (Branden)
- Skrämselargumentet